# The Gories
The Gories er amerikansk garagepunk-band fra Detroit. 
Bandet blev dannet i 1986 af Mick Collins guitar/vokaler, Dan Kroha guitar/vokaler og Peggy O'Neil trommer. Toneangivende band i 1990'ernes garagepunk. Ved at optage i mono og ikke anvende bas var bandet et af de første der stod for den lyd, som skulle blive kendetegnende for 1990'ernes garagepunk. Musikken var foruden at være inspireret af moderne punkbands også stærkt påvirket af 1950'ernes og 1960'ernes rock'n'roll, soul og blues. Bandet udgav kun to album, før det blev opløst, de nu legendariske House Rockin (1989) og I Know You Fine But How You Doin (1990). En tredje LP Outta Here blev udgivet efter bandets opløsning. Mick Collins videreførte til dels bandets lyd i mange af sine senere projekter, bl.a. The Dirtbombs, The Screws og diverse soloudgivelser.

## Albums
- House Rockin' LP/CD (Fanclub Records/New Rose, 1989, NR 340/FC 077)
- I Know You Fine, But How You Doin' LP/CD (New Rose, 1990, ROSE 219)
- Outta Here LP/CD (Crypt, 1992, CR-030)
- I Know You Be Houserockin' CD (Crypt, 1994, CR-CD-04241) (genudgivelse af de første 2 albums)